# خوان پوودانو
خوان پوودانو (انگلیسی: Juan Povedano؛ زادهٔ ۲۴ مهٔ ۱۹۷۹) بازیکن فوتبال اهل اسپانیا است.
از باشگاه‌هایی که در آن بازی کرده‌است می‌توان به باشگاه فوتبال لگانس، باشگاه فوتبال پومفرادینا، و باشگاه فوتبال اتلتیکو مادرید بی اشاره کرد.